# John Ross (Chemiker)
John Ross (* 2. Oktober 1926 in Wien; † 18. Februar 2017 in Palo Alto) war ein US-amerikanischer Chemiker (Physikalische Chemie). Er war Professor an der Stanford University.

## Leben
Hans Rosenberger verließ Österreich kurz vor dem Zweiten Weltkrieg mit seinen Eltern wegen antisemitischer Verfolgung unter den Nationalsozialisten. Er besuchte das Queens College in New York City mit dem Bachelor-Abschluss 1948 (wobei er 1944 bis 1946 Wehrdienst in der US Army leistete) und wurde 1951 am Massachusetts Institute of Technology (MIT) bei Isadore Amdur (1910–1970) in Physikalischer Chemie (Eigenschaften von Gastransport) promoviert. Als Post-Doktorand war er an der Yale University bei John G. Kirkwood, bei dem er statistische Mechanik irreversibler Prozesse studierte. 1953 wurde er Assistant Professor und später Professor an der Brown University und ab 1966 war er Professor am MIT (Frederick George Keyes Professor für Chemie). 1975/76 stand er der Chemie-Fakultät vor. Ab 1980 war er Professor in Stanford, ab 1985 als Camille and Henry Dreyfus Professor. 2001 emeritierte er.
Er befasste sich mit chemischen Instabilitäten und oszillierenden Reaktionen, Thermodynamik von Systemen weit vom Gleichgewicht, chemischen Computern und Effizienz chemischer und biologischer Maschinen. 1991 konstruierte er mit seinen Studenten einen chemischen Computer, der die Möglichkeiten einer universellen Turingmaschine besitzt. Die Logikzustände sind dabei makroskopische Messgrößen wie die Konzentration von chemischen Substanzen. 1995 folgte das Analogon eines Parallelcomputers.
In der chemischen Kinetik befasste er sich mit der Bestimmung komplexer Reaktionsmechanismen, wie sie etwa in der Biologie auftreten, wobei er neue Zugänge basierend auf Korrelationsfunktionen entwickelte.
Er war mehrfacher Ehrendoktor (Queens College, Weizmann-Institut, Bordeaux). 1992 erhielt er den Irving Langmuir Award, 1999 die National Medal of Science, 2001 den Peter Debye Award, 2004 die Theodore William Richards Medal und 2002 das österreichische Ehrenkreuz für Wissenschaft und Kunst erster Klasse. 1964 wurde er in die American Academy of Arts and Sciences gewählt, seit 1976 war er Mitglied der National Academy of Sciences. Außerdem war er Fellow der American Physical Society  und der American Association for the Advancement of Science.
Seit 1971 war er im Rat des Weizmann-Instituts. 1960 bis 1964 war er Sloan Research Fellow, 1959/60 Guggenheim Fellow und 1966 Van der Waals Professor in Amsterdam.

## Schriften
- From the Determination of Complex Reaction Mechanisms to Systems Biology, Annual Reviews of Biochemistry, 77, 2008, 479–494.
- mit A. F. Villaverde: Thermodynamics and Fluctuations Far From Equilibrium, Entropy, 12, 2010, S. 2199–2243.
- mit Stephen Berry, Stuart A. Rice Physical Chemistry, 2 Bände, Wiley 1980.
- mit Stephen Berry, Stuart A. Rice Physical and Chemical Kinetics, Oxford University Press 2002.